# Ascou
Ascou är en kommun i departementet Ariège i regionen Occitanien i södra Frankrike. Kommunen ligger  i kantonen Ax-les-Thermes som ligger i arrondissementet Foix. År 2022 hade Ascou 115 invånare.

## Befolkningsutveckling
Antalet invånare i kommunen Ascou
Referens: INSEE